# Choconsaurus
Choconsaurus baileywillisi is een plantenetende sauropode dinosauriër, behorend tot de Titanosauriformes, die tijdens het late Krijt leefde in het gebied van het huidige Argentinië.

## Vondst en naamgeving
Bij Villa El Chocón in Neuquén werden in 1995 door Viviana Moro botten gevonden. Die liet ze zien aan Rubén Carolini, de directeur van het gemeentelijk paleontologisch museum. Carolini begreep al snel dat de vondst zijn krachten te boven ging en riep de hulp in van het Museo de Geología y Paleontología de la Universidad Nacional del Comahue dat nog hetzelfde jaar met de opgravingen begon in de vindplaats La Antena aan de noordoever van het stuwmeer van Ezequiel Ramos Mexía, vlak bij de stuwdam. Er bleek een hele fauna aanwezig waaronder een sauropode. Een sauropode skelet werd tussen 1996 en 2002 opgegraven. Het werd in 1999 in de literatuur vermeld als een niet gedetermineerd lid van de Titanosauridae.
In 2017 werd de typesoort Choconsaurus baileywillisi benoemd en beschreven door Edith Simón, Leonardo Salgado en Jorge Orlando Calvo. De geslachtsnaam verwijst naar de vindplaats bij El Chocón, die slechts twee kilometer van het stadje verwijderd is. De soortaanduiding eert de geoloog Bailey Willis die tussen 1910 en 1914 de stratificatie van het vondstgebied in kaart bracht en de aanleg van het stuwmeer voorbereidde.
Choconsaurus is gebaseerd op een reeks syntypen: MMCh-PV 44/1–9; MMCh-PV 44/10, 11 en MUCPv 244/5–9. Deze zijn gevonden in een laag van de onderste Huinculformatie die dateert uit het late Cenomanien, ongeveer tweeënnegentig miljoen jaar oud. Ze vertegenwoordigen vermoedelijk een enkel individu, een gedeeltelijk skelet zonder schedel. Dit omvat minstens negen ruggenwervels (MMCh-PV 44/1–9) waaronder de eerste tot en met vierde en zesde tot en met tiende of elfde, een rechterschoudergordel inclusief rechterborstbeen (MMCh-PV 44/10, 11) en vijf rechtermiddenhandsbeenderen (MUCPv 244/5–9). Deze elementen werden bij elkaar aangetroffen op een oppervlakte van vier vierkante meter en lagen ten dele in anatomisch verband.
Alle andere fossielen van Macronaria in La Antena gevonden, zijn aangewezen als paratypen. Dit betreft vier halswervels (MMCh-PV 89, MMCh-PV90, MMCh-PV 91, MMCh-PV 92) negentien staartwervels (MMCh-PV 97, MMCh-PV 98; MUCPv-244/1–4; MMCh-PV 99–111), een chevron (MMCh-PV 112), vier stukken rib (MMCh-PV 93-96), een linkerpraemaxilla (MMCh-PV 80), een bovenkaaksbeen, zeven tanden uit de bovenkaken en onderkaken (MMCh-PV 82; MMCh-PV 83; MMCh-PV 84; MMCh-PV 85; MMCh-PV 86; MMCh-PV 87; MMCh-PV 88) en een stuk voorste rechteronderkaak (MMCh-PV 81). Deze botten betreffen andere individuen en zijn gevonden op een oppervlakte van honderd vierkante meter in een laag van anderhalve meter dikte. Ongeveer een kwart van de skeletelementen is bekend, in 2017 de hoogste ratio voor een basale titanosauriër. Over het algemeen is het fossiel materiaal van slechte kwaliteit.

## Beschrijving

### Grootte en onderscheidende kenmerken
Choconsaurus heeft een geschatte lengte van achttien tot twintig meter.
De beschrijvers hebben enkele onderscheidende kenmerken vastgesteld. Negen ervan zijn autapomorfieën, unieke afgeleide eigenschappen. Bij de halswervels is de bovenrand van het achterste gewrichtsfacet licht ingekeept. Bij de doornuitsteeksels van de rug lopen de zijranden in vooraanzicht en achteraanzicht vrijwel evenwijdig. De voorste staartwervels hebben een hyposfeen, secundair achterste gewrichtsuitsteeksel. De voorste staartwervels hebben lage zijuitsteeksels die zich alleen op het wervellichaam bevinden, niet op de wervelboog. De middelste staartwervels hebben rechthoekige wervellichamen met platte zijkanten en onderkanten. De ruggenwervels hebben een ruwe en brede richel lopen over bijna de volle hoogte van de voorkant van het doornuitsteeksel. De middelste tot achterste ruggenwervels missen een buitenste richel tussen het doornuitsteeksel en het achterste gewrichtsuitsteeksel. Het schouderblad heeft een ronde verbreding van de onderste voorrand. Bij het schouderblad ligt de processus acromialis bijna op het midden van het hoofdlichaam.
Daarnaast is er een unieke combinatie van twee op zich niet unieke kenmerken. Bij de voorste ruggenwervels bevinden zich vergrote extra richels aan weerszijden van de hyposfeen. De middelste en achterste ruggenwervels hebben nog een extra richel gelegen tussen de achterste richel die van het zijuitsteeksel naar het wervellichaam loopt en de secundaire richel die evenwijdig aan de hoofdrichel loopt.

### Skelet

#### Schedel en onderkaken
Van de kop van Choconsaurus zijn alleen het voorste snuitbeen en het dentarium van de onderkaak bekend. Beide duiden op een vrij basale, oorspronkelijke bouw. De snuit heeft vooraan een dikke botwand. Het hoofdlichaam van de praemaxilla staat verticaal gericht haaks op de kaakrand wat wijst op een stompe snuit. De onderkaken zijn in bovenaanzicht U-vormig. Er is geen uitstekende "kin" en het voorste deel van de kop zal niet sterk afgehangen hebben zoals bij sommige afgeleide titanosauriërs wél het geval is. De onderkaak is hoog en kort met elf tanden. Achteraan steekt de onderste tak van het dentarium tussen het angulare en het prearticulare, ook weer een basaal kenmerk. Het voorste deel van de onderkaak is sterk naar binnen gebogen met het buigpunt ter hoogte van de zesde tand.
De tanden zijn van een bij Titanosauriformes vaak voorkomend type: de van binnen naar buiten afgeplatte kegel bovenaan beitelvormig afgeschuind. Daarmee konden plantendelen vrij precies worden afgebeten in een simpele verticale sluitende beweging. De tanden staan haaks op de kaakrand. De kronen zijn tweeënhalf maal hoger dan overdwars breed. De buitenkant is bol en de binnenkant hol zodat in dwarsdoorsnede een halvemaanvormig profiel ontstaat. De emaillaag is aan beide zijden dik. Aan de binnenzijde hebben sommige tanden een verticale richel tussen twee groeven. Het bovenste slijtvlak staat erg schuin in een hoek van 70° tot 90° met het horizontale vlak.

#### Postcrania
De voorste en middelste halswervels zijn relatief langwerpig, tot tweeënzeventig centimeter lang. Hun doornuitsteeksels zijn vrij laag. De voorste ruggenwervels hebben juist fors hoge wervelbogen: hoewel hun doornuitsteeksels afgebroken zijn is de hoogte toch tweemaal die van het wervellichaam. Aan de voorste en achterste bases van de wervelbogen liggen diepe uithollingen. De pleurocoelen zijn vrij klein, vooraan in de reeks rond, naar achteren snel scherper wordend met de punt naar achteren gericht. Van minstens de derde wervel af verschijnen hyposfenen; bij de vierde wervel is er ook een overeenkomend hypantrum om dit uitsteeksel te bergen. De hyposfeen loopt naar beneden gevorkt uit in richels aan weerszijden van het ruggenmergkanaal. Tussen de hyposfeen en de zijuitsteeksels liggen extra richels die vrijwel verticaal georiënteerd zijn. Het was de beschrijvers onduidelijk met welke laminae van andere sauropode deze overeenkomen. De doornuitsteeksels hellen 30° naar achteren en zijn vrij breed door vleugelvormige uitsteeksels op de zijkanten. Naar achteren in de reeks zijn de wervels van de rug niet speciaal verlengd of verhoogd. De ribben zijn gepneumatiseerd. Ook de wervels van de rug hebben de inkeping in de bovenrand van het achterste facet van het centrum.
De voorste staartwervels zijn sterk procoel, met een centrum dat van voren hol is en van achteren bol. Ze hebben hyposfenen: of dat echt een autapomorfie is, hangt af van de topologie van de stamboom, of voorouders dat kenmerk werkelijk hebben verloren. Naar achteren in de reeks van de staart worden de wervels minder procoel en smaller totdat ze platycoel worden en een lengtegroeve op de onderzijde ontwikkelen. Uiteindelijk worden ze cilindervormig. De middelste staartwervels hebben geen lengterichel op de zijkant. De doornuitsteeksels gaan verder naar achteren hellen. De chevron is Y-vormig in vooraanzicht.
Bij het holotype is een concretie gevonden van een schacht met een beenplaat. Dit wordt door de beschrijvers geïnterpreteerd als de schacht van het rechterschouderblad vergroeid met de plaat van het ravenbeksbeen. Als dat juist is, verschilt het scapulocoracoïde nogal van dat van andere Titanosauriformes: de voorrand/bovenrand van het schouderblad is dan plaatvormig en de achterrand zeer dik. De trog achter de crista acromialis, de richel op het holle buitenvlak, is dan zeer smal. Het proximale deel van het schouderblad loopt zo uit in een extreme ronde verbreding met de mogelijke positie van de processus acromialis ver in de distale richting van de schacht. Die laatste is dan van voren/boven hol en van achteren/onderen recht. Het borstbeen is niervormig en van voren breder dan van achteren.
De middenhand is relatief lang en slank, een verticale buisvormige structuur. Het tweede middenhandsbeen is wat korter dan het eerste. Zowel het tweede als het derde middenhandsbeen lijken functionele gewrichtsvlakken te hebben voor de articulatie met vingers die dus kennelijk niet helemaal gereduceerd zijn, een basaal kenmerk. Het bovenvlak, het gewricht met de pols, van het vierde middenhandsbeen is L-vormig ingekeept voor het contact met het vijfde middenhandsbeen.

## Fylogenie
Choconsaurus werd in 2017 in de Titanosauria geplaatst in een basale positie, buiten de Eutitanosauria, boven Argentinosaurus en onder Malarguesaurus in de stamboom staand.